# Bloody Good Time
Bloody Good Time est un jeu vidéo de tir à la première personne multijoueur, développé par Outerlight et sorti sur PC et Xbox Live Arcade en 2010.
Mélangeant des éléments du jeu de tir à la première personne avec ceux de la simulation de vie, le jeu reprend le principe de The Ship: Murder Party, du même développeur. Le jeu se déroule dans des studios de cinéma où les acteurs d'un film doivent s'entretuer selon les désirs du réalisateur. Ainsi, chaque partie est une murder party où chaque joueur est la cible d'un autre joueur, mais nul ne sait qui doit tuer qui.

## Accueil
- Jeuxvideo.com : 12/20 (X360)[1]